# Да Коста Гомес, Мойзес Фруменсио
Мойзес Фруменсио да Коста Гомес  (нидерл. Moises Frumencio da Costa Gomez, 27 октября 1907 — 22 ноября 1966, Виллемстад, Кюрасао, Нидерландские Антильские острова) — государственный деятель Нидерландских Антильских островов, председатель правительственного совета Нидерландских Антильских островов (1951—1954).

## Биография
Изучал право в Университете Неймегена, в 1935 г. под руководством профессора Филипаа Кляйнтеса защитил докторскую диссертацию в Амстердамском университете по теме «Законодательный орган Кюрасао, рассматриваемый в контексте голландской колониальной политики». В 1936 г. поступил на антильскую государственную службу, большую часть своей карьеры являлся чиновником. В 1936 году принимал участие в создании профсоюза государственных служащих.
В апреле 1938 г. был избран в состав Штатов (парламента) Нидерландских Антильских островов от Католической народной партии, выступал за получение территорией статуса внутренней автономии. Во время Второй мировой войны он был членом чрезвычайного консультативного совета правительства Нидерландов в изгнании в Лондоне.
В 1947 г. он стал первым официальным представителем, а затем и полномочным министром Нидерландских Антильских островов в Гааге; до этого официальный контакт между правительством Нидерландов и Антильскими островами осуществлялся через губернатора. В 1948 г. он подал в отставку и вернулся на Кюрасао для участия в проведении конституционных реформ. В том же году выступил одним из основателей Национальной народной партии.
В 1946—1954 гг. возглавлял антильскую делегацию на переговорах с Нидерландами и Суринамом, посвященных будущему Королевства Нидерландов. В мае-июле 1949 г. возглавлял правительственный Совет, в 1951—1954 гг. был первым главой правительственного совета (де-факто премьер-министром) Нидерландских Антильских островов, коалиционного правительства с Народной партией Арубы (AVP).
Он был членом комитета, сформированного для разработки Хартии Королевства Нидерландов, в которой была закреплена полная автономия Нидерландских Антильских островов. После поражения своей партии на выборах 1954 г. ушел в отставку. Продолжал играть активную роль в антильской политике вплоть до своей скоропостижной смерти.
В Виллемстаде установлена бронзовая статуя да Коста Гомеса, его имя присвоено Университету Кюрасао. В 1972 г. была выпущена марка с его изображением. На Нидерландских Антильских островах был известен под прозвищем «доктор». Его вдова, Люсина да Коста Гомес-Мэтью, в 1977 г. также в течение непродолжительного времени занимала пост премьер-министра Нидерландских Антильских островов.

## Награды и звания
Рыцарь ордена Нидерландского Льва, офицер ордена Оранских-Нассау.